# Lupinus spectabilis
Lupinus spectabilis är en ärtväxtart som beskrevs av Robert Francis Hoover. Lupinus spectabilis ingår i släktet lupiner, och familjen ärtväxter. Inga underarter finns listade i Catalogue of Life.

## Bildgalleri

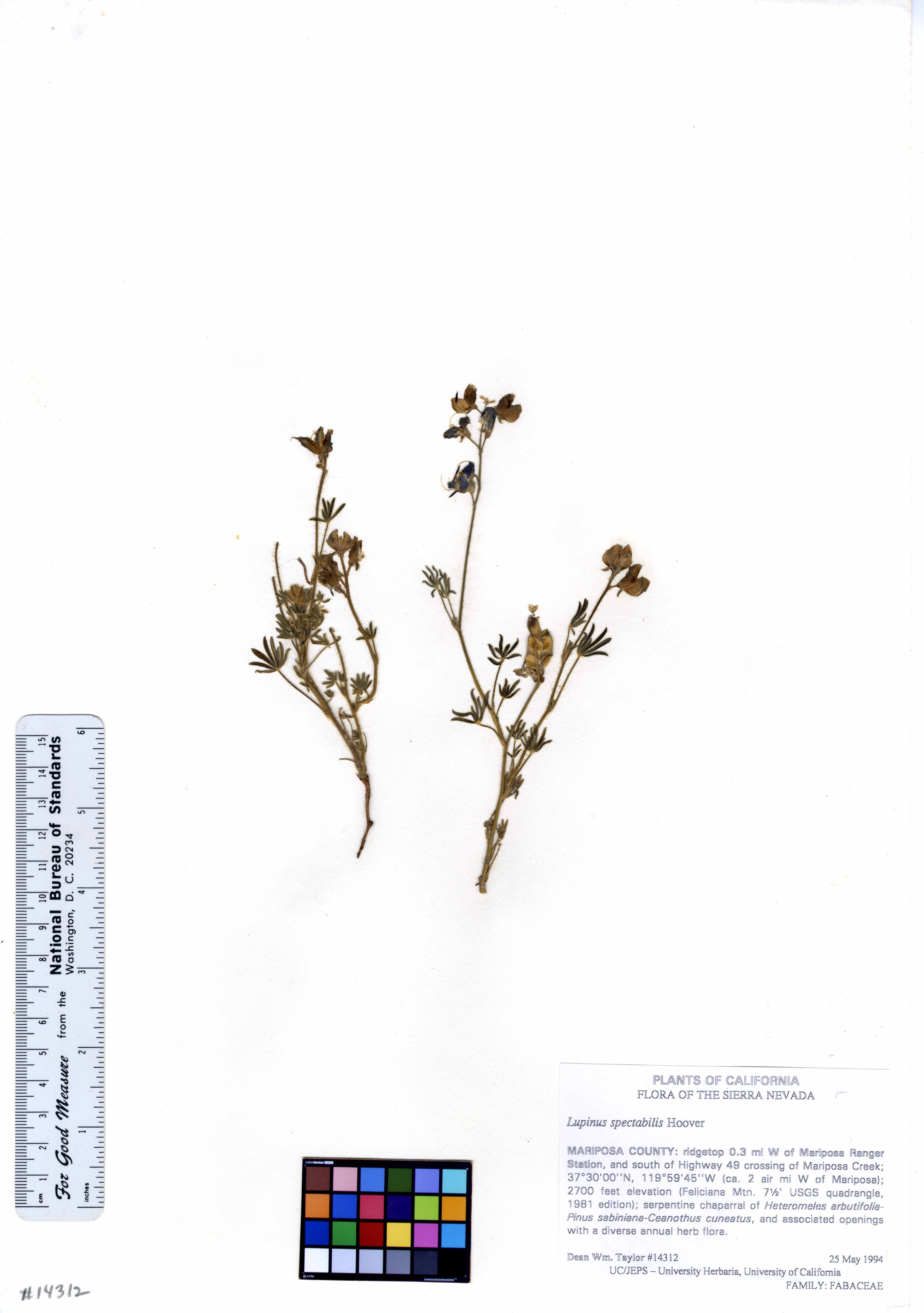